# 普雷东·凯申赛夫
普雷东·凯申赛夫（俄语：Плато́н Миха́йлович Ке́рженцев，1881年8月4日—1940年6月2日），本名列别杰夫（Ле́бедев），是苏联官员、记者、历史学家、剧作家、艺术理论家、翻译家，曾参与“无产文化”运动，时间管理苏联学派创始人。1936年至1938年担任全联盟艺术委员会主席。

## 外部連結
- 互联网档案馆中普雷东·凯申赛夫的作品或与之相关的作品